# الکسیس تیبیدی (بازیکن فوتبال، زاده ۱۹۷۵)
الکسیس تیبیدی (انگلیسی: Alexis Tibidi؛ زادهٔ ۱۰ ژوئیهٔ ۱۹۷۵) بازیکن فوتبال اهل کامرون بود.
وی همچنین در تیم ملی فوتبال کامرون بازی کرده است.